# Банченко, Татьяна Петровна
Татьяна Петровна Банченко (род. 25 мая 1947, Джизак, Узбекская ССР, СССР) — советская и казахская актриса

 театра. Заслуженная артистка Республики Казахстан.

## Биография
Родилась 25 мая 1947 года, г. Джизак Самаркандской области, Узбекская ССР.
Окончила актерский факультет Казахского государственного Института Искусств имени Курмангазы.
В 1969—1989 гг. — актриса Государственный академический русский театр для детей и юношества имени Н. Сац.
С 1989 г. актриса Русский театр драмы имени М. Ю. Лермонтова.

## Основные роли на сцене
Данные на 2019 год
- А. Островский — Снегурочка. Не сказка — Бобылиха
- М. Поли — Жижи (Страсти на Лазурном Берегу) — Мадемуазель Ассунта
- Ф. Гарсиа Лорка — Андалузское проклятие (Дом Бернарды Альбы) — Бернарда
- У. Шекспир — Ромео и Джульетта — Няня Джульетты
- Л. Разумовская — Что хочет женщина… — Нина Петровна
- Т. Габбе — Хрустальный башмачок — Мачеха.

Архив
- Роли: бывшая детдомовка Анастасия — «Дом под солнцем», Женька Камелькова — «А зори здесь тихие…», Беатриса — «С любовью не шутят», Наталья Степановна — «Маленькие комедии» («Предложение»), сваха Красавина — «Женитьба Бальзаминова», Баба-Яга — «То, чаво на белом свете вообче не может быть», Коза, Крокодилица и Жучиха — «Чукоккала», директор школы «Вам и не снилось…», Иешуа — «Мастер и Маргарита», Ольга — «Три сестры», Голда — «Поминальная молитва», Гудула — «Собор Парижской Богоматери», Даша — «Ребенок к ноябрю», Бабка — «Семейный портрет с посторонним» и «Семейный портрет с дензнаками», Кабаниха — «Гроза», Мария Александровна «Дядюшкин сон», Селия Пичем — «Опера нищих», Софья Ивановна — «Пока она умирала», миссис Туз — «Все в саду», Сирена — «Сирена и Виктория», леди Брэкнелл — «Как важно быть серьезным» и другие.

## Награды
- Заслуженная артистка Республики Казахстан
- 1975 — Лауреат молодежной премии «Жигер»
- 1988 — Медаль «Ветеран труда»
- 2003 — Медаль «За трудовое отличие» (Казахстан) (16.12.2003)[1];
- 2017 — Лауреат Евразийская премия за «Особые достижения»[2];